# Echinodictyum asperum
Echinodictyum asperum är en svampdjursart som beskrevs av Ridley och Arthur Dendy 1886. Echinodictyum asperum ingår i släktet Echinodictyum och familjen Raspailiidae.
Artens utbredningsområde är havet kring Franska Polynesien. Inga underarter finns listade i Catalogue of Life.